# 바노치카
바노치카(체코어, 슬로바키아어: vánočka)는 주로 크리스마스에 체코와 슬로바키아에서 구워지는 빵이다. 달걀과 버터가 풍부하며 이 두 재료는 바노치카를 브리오슈와 비슷하게 만든다. 레몬 껍질과 럼 또한 들어가 색과 맛을 더하는 역할을 해 준다. 건포도와 아몬드 또한 포함하고 있으며 만드는 방법은 이스라엘 지방의 할라와 비슷하다.
바노치카는 만드는 과정이 어려운 것으로 유명하다. 그럼에도 불구하고 많은 곳에서 바노치카를 만들 때 맛을 더하기 위해 여러 가지 과정들을 새로 넣는다.

## 같이 보기
- 체코 요리
- 슬로바키아 요리
- 할라
- 브리오슈